# El dos de mayo de 1808 en Madrid
El dos de mayo de 1808 en Madrid, también llamado La carga de los mamelucos en la Puerta del Sol o La lucha con los mamelucos, es, junto con El tres de mayo, uno de los cuadros más célebres de Francisco de Goya y Lucientes, pintor español. El cuadro representa la carga de los mamelucos durante el levantamiento del 2 de mayo en Madrid. Fue pintado en 1814 en óleo sobre lienzo y se encuentra en el Museo del Prado, en Madrid.

## Historia
El artista había manifestado el 24 de febrero de 1814 a la regencia, que había recaído en el infante don Luis de Borbón, 

... sus ardientes deseos de perpetuar por medio del pincel las más notables y heroicas escenas de nuestra gloriosa insurrección contra el tirano de Europa.

El 9 de marzo le respondía el gobierno aceptando pagarle el importe de lienzos, aparejos y colores. Como resultado, en el año 1814, seis años después de los hechos, pintó este lienzo, y Los fusilamientos del 3 de mayo en la montaña del Príncipe Pío, que plasma los acontecimientos del día siguiente al representado en este cuadro.
Hay que resaltar que Goya no asistió a una escena similar: la pintó de acuerdo a los relatos que oyó sobre el acontecimiento. Con el cuadro quiso rendir homenaje a la resistencia española. 
Durante la guerra civil española, este cuadro, junto con otros del Museo del Prado, fue sometido a sucesivos traslados y finalmente fue sacado de España y trasladado a Ginebra. En ese traslado se deterioraron algunos fragmentos en la zona izquierda del cuadro. Se cuenta que el camión que transportaba el lienzo rozó un balcón que caía bajo el ataque de la artillería franquista en el paso del convoy por Benicarló en su traslado entre Valencia a Barcelona. Dado que la pintura se trasladaba en su bastidor (no enrollada), sufrió el impacto y se desgarró en varios trozos, de los cuales alguno no pudo reintegrarse cuando la obra fue reparada provisionalmente en el castillo de Peralada. Las lagunas o pérdidas de imagen serían disimuladas con un tono ocre. En 2008 las zonas afectadas fueron restauradas y las figuras desaparecidas reintegradas con pigmentos a la acuarela, tomando como modelo fotografías previas a las pérdidas. En los estudios publicados tras la restauración se confirmó que antiguamente la obra había mostrado la inscripción «2 de mayo» en el cielo, añadida posiblemente cuando permanecía almacenada en el siglo XIX y que fue eliminada con disolventes antes de 1890.

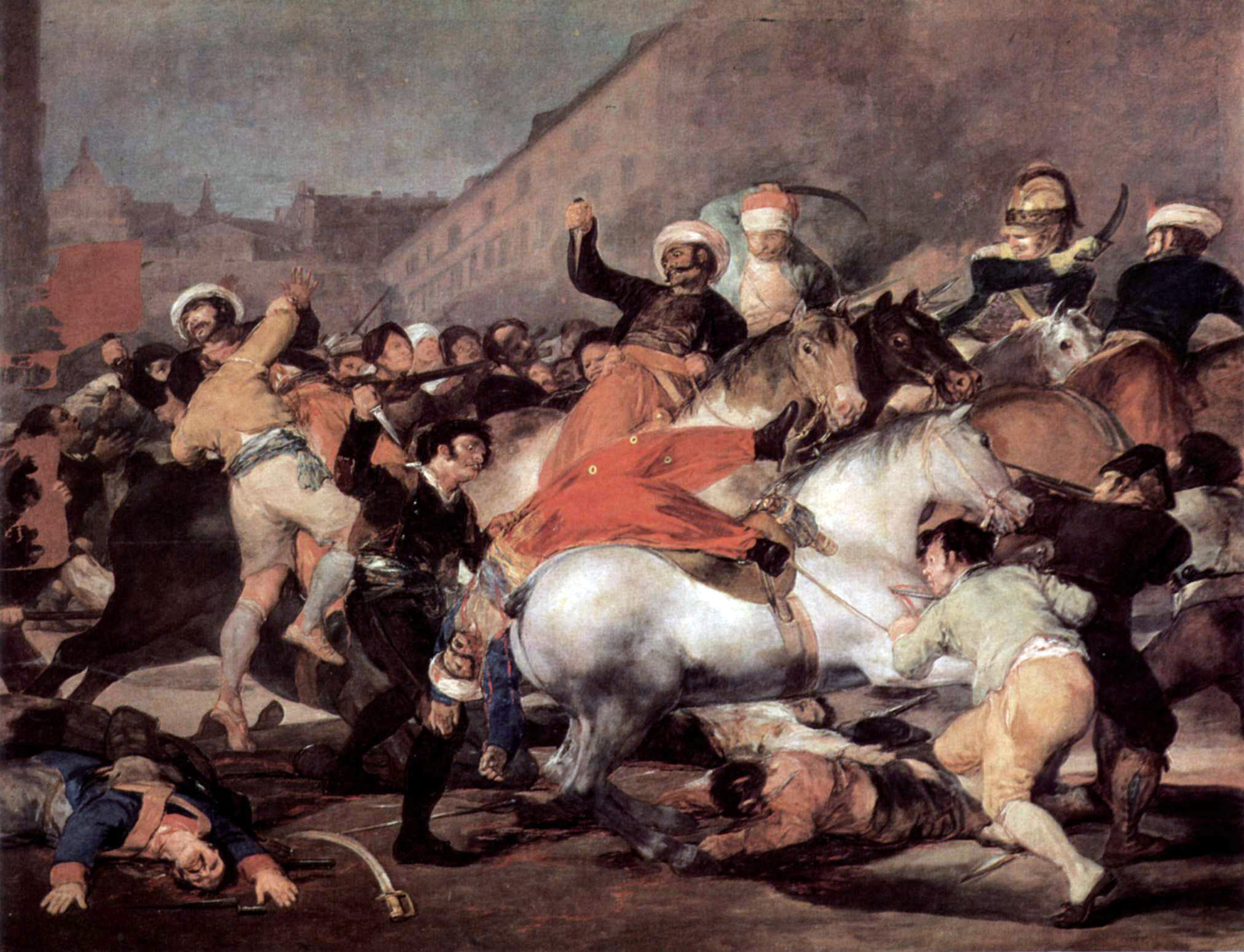
La pintura antes de la restauración de 2008

## Análisis del cuadro
Representa una escena del levantamiento del 2 de mayo contra los franceses, comienzo de la guerra de Independencia española contra Napoleón, que había ocupado España en 1808 e iba a poner como rey a su hermano, José Bonaparte.
En el cuadro, los insurgentes españoles atacan a los mamelucos, mercenarios egipcios que combaten al lado del ejército francés. Esta revuelta fue aplastada de forma sangrienta por el ejército de ocupación.
Los movimientos de los caballos y de los distintos personajes dotan al cuadro de un gran dinamismo. Refleja la escena con gran realismo, como puede verse la representación de los cuerpos caídos y los ríos de sangre. En el último término, se ve el perfil arquitectónico de Madrid, si bien tratado de tal manera que no distrae la atención del acontecimiento principal, que domina el primer plano.
Goya usa una pincelada suelta, además de un rico cromatismo. Su estilo recuerda a algunos cuadros del romanticismo francés, obras de Géricault o Delacroix.